# Bílkovský mlýn
Bílkovský mlýn v Bílkově u Dačic v okrese Jindřichův Hradec je zaniklý vodní mlýn, který stál na potoce Vápovka pod hrází rybníka. V letech 1958–1973 byl chráněn jako nemovitá kulturní památka České republiky.

## Historie
Mlýn je doložen matrikami v roce 1759. Roku 1864 byl prodán Dačickému velkostatku. Byl zbořen v roce 1973.

## Popis
Jednoposchoďová barokní budova měla mansardovou střechu krytou šindelem. Sloužila jako mlýn a pila s vodním pohonem. V přístřešku (pravděpodobně strojovna) bylo uloženo unikátní celodřevěné pohonné zařízení. Voda na vodní kolo vedla z rybníka.